# Sky News Arabia
Sky News Arabia ist der arabischsprachige Ableger von Rupert Murdochs TV-Nachrichtensender Sky News, dessen Korrespondentennetz es nutzt. Sitz des Senders ist Abu Dhabi mit Studios in Nordafrika und dem Nahen Osten sowie in London und Washington, D.C.
Der Sender ging im Mai 2012 in den Vereinigten Arabischen Emiraten auf Sendung und entstand aus einer Kooperation zwischen BSkyB und der Abu Dhabi Investment Corp von Mansour bin Zayed Al Nahyan.
Wie seine Konkurrenten al-Arabiya, Al Jazeera und Alarab verspricht auch Sky News Arabia eine unabhängige und „angstfreie“ Berichterstattung.

## Übertragungswege
Sky News Arabia ist ein Satellitenkanal und wird über Nilesat 201 (7°W)  in HD und SD, Arabsat Badr-4 (26°O) in HD und SD, Astra 2E (28.2°O) und Hot Bird (13 °C) übertragen.